# Supercoupe d'Europe masculine de handball 1996
Navigation
Supercoupe 1997
La Supercoupe d'Europe masculine de handball 1996 est la 1re édition de la compétition qui a eu lieu les 21 et 22 décembre 1996 à Bielefeld en Allemagne.
Elle est remportée par le FC Barcelone, vainqueur en finale du club espagnol du BM Granollers.

## Équipes engagées et formule
Les équipes engagées sont :
- FC Barcelone, vainqueur de la Ligue des champions (C1) ;
- TBV Lemgo, organisateur et vainqueur de la Coupe des coupes (C2) ;
- BM Granollers, vainqueur de la Coupe de l'EHF (C3) ;
- Drammen HK, vainqueur de la Coupe des Villes (C4).

Le format de la compétition est une phase finale à 4 (demi-finale, finale et match pour la 3e place) avec élimination directe.

## Résultats
|  | Demi-finales  | Demi-finales  |                        |      | Finale | Finale |
|  | Demi-finales  | Demi-finales  |                        |      | Finale | Finale |
|  |               |               |                        |      |        |        |
|  |               |               |                        |      |        |        |
|  |               |               |                        |      |        |        |
|  | FC Barcelone  | 36            |                        |      |        |        |
|  | FC Barcelone  | 36            |                        |      |        |        |
|  | Drammen HK    | 26            |                        |      |        |        |
|  | Drammen HK    | 26            | FC Barcelone           | 27   |        |        |
|  |               |               | FC Barcelone           | 27   |        |        |
|  |               | BM Granollers | 24                     |      |        |        |
|  | BM Granollers | BM Granollers | 24                     | 33ap |        |        |
|  | BM Granollers |               |                        | 33ap |        |        |
|  | TBV Lemgo     | 32            |                        |      |        |        |
|  | TBV Lemgo     | 32            | Match pour la 3e place |      |        |        |
|  |               |               |                        |      |        |        |
|  |               |               |                        |      |        |        |
|  |               |               |                        |      |        |        |
|  | Drammen HK    | 20            |                        |      |        |        |
|  | Drammen HK    | 20            |                        |      |        |        |
|  | TBV Lemgo     | 25            |                        |      |        |        |
|  | TBV Lemgo     | 25            |                        |      |        |        |